# Auxy (Saône-et-Loire)
Pour les articles homonymes, voir Auxy.
Auxy est une commune française située dans le département de Saône-et-Loire en région Bourgogne-Franche-Comté.

## Géographie
Sur le territoire de la commune est partiellement implantée une forêt domaniale : la forêt des Feuillies (contenance totale : 419,26 ha), qui mêle conifères et feuillus. S'y trouve également la forêt domaniale de Pierre Luzière et, partiellement, la forêt de Planoise.

### Hameaux
(liste non exhaustive)
- La Porcheresse
- La Scelle
- Le Bas
- La Creuse

### Climat
Pour des articles plus généraux, voir Climat de la Bourgogne-Franche-Comté et Climat de Saône-et-Loire.
En 2010, le climat de la commune est de type climat des marges montargnardes, selon une étude du Centre national de la recherche scientifique s'appuyant sur une série de données couvrant la période 1971-2000. En 2020, Météo-France publie une typologie des climats de la France métropolitaine dans laquelle la commune est exposée à un climat océanique altéré et est dans la région climatique Lorraine, plateau de Langres, Morvan, caractérisée par un hiver rude (1,5 °C), des vents modérés et des brouillards fréquents en automne et hiver.
Pour la période 1971-2000, la température annuelle moyenne est de 9,4 °C, avec une amplitude thermique annuelle de 16,2 °C. Le cumul annuel moyen de précipitations est de 1 063 mm, avec 12,9 jours de précipitations en janvier et 8,1 jours en juillet. Pour la période 1991-2020, la température moyenne annuelle observée sur la station météorologique de Météo-France la plus proche, « Autun », sur la commune d'Autun à 8 km à vol d'oiseau, est de 10,7 °C et le cumul annuel moyen de précipitations est de 857,2 mm. 
La température maximale relevée sur cette station est de 40 °C, atteinte le 12 août 2003 ; la température minimale est de −18,3 °C, atteinte le 20 décembre 2009,,.
Les paramètres climatiques de la commune ont été estimés pour le milieu du siècle (2041-2070) selon différents scénarios d'émission de gaz à effet de serre à partir des nouvelles projections climatiques de référence DRIAS-2020. Ils sont consultables sur un site dédié publié par Météo-France en novembre 2022.

## Urbanisme

### Typologie
Au 1er janvier 2024, Auxy est catégorisée commune rurale à habitat dispersé, selon la nouvelle grille communale de densité à sept niveaux définie par l'Insee en 2022.
Elle est située hors unité urbaine. Par ailleurs la commune fait partie de l'aire d'attraction d'Autun, dont elle est une commune de la couronne,. Cette aire, qui regroupe 42 communes, est catégorisée dans les aires de moins de 50 000 habitants,.

### Occupation des sols
L'occupation des sols de la commune, telle qu'elle ressort de la base de données européenne d’occupation biophysique des sols Corine Land Cover (CLC), est marquée par l'importance des forêts et milieux semi-naturels (53,6 % en 2018), une proportion sensiblement équivalente à celle de 1990 (53,7 %). La répartition détaillée en 2018 est la suivante : forêts (51 %), prairies (43,8 %), milieux à végétation arbustive et/ou herbacée (2,6 %), zones urbanisées (1,6 %), zones agricoles hétérogènes (0,8 %), eaux continentales (0,3 %). L'évolution de l’occupation des sols de la commune et de ses infrastructures peut être observée sur les différentes représentations cartographiques du territoire : la carte de Cassini (XVIIIe siècle), la carte d'état-major (1820-1866) et les cartes ou photos aériennes de l'IGN pour la période actuelle (1950 à aujourd'hui).

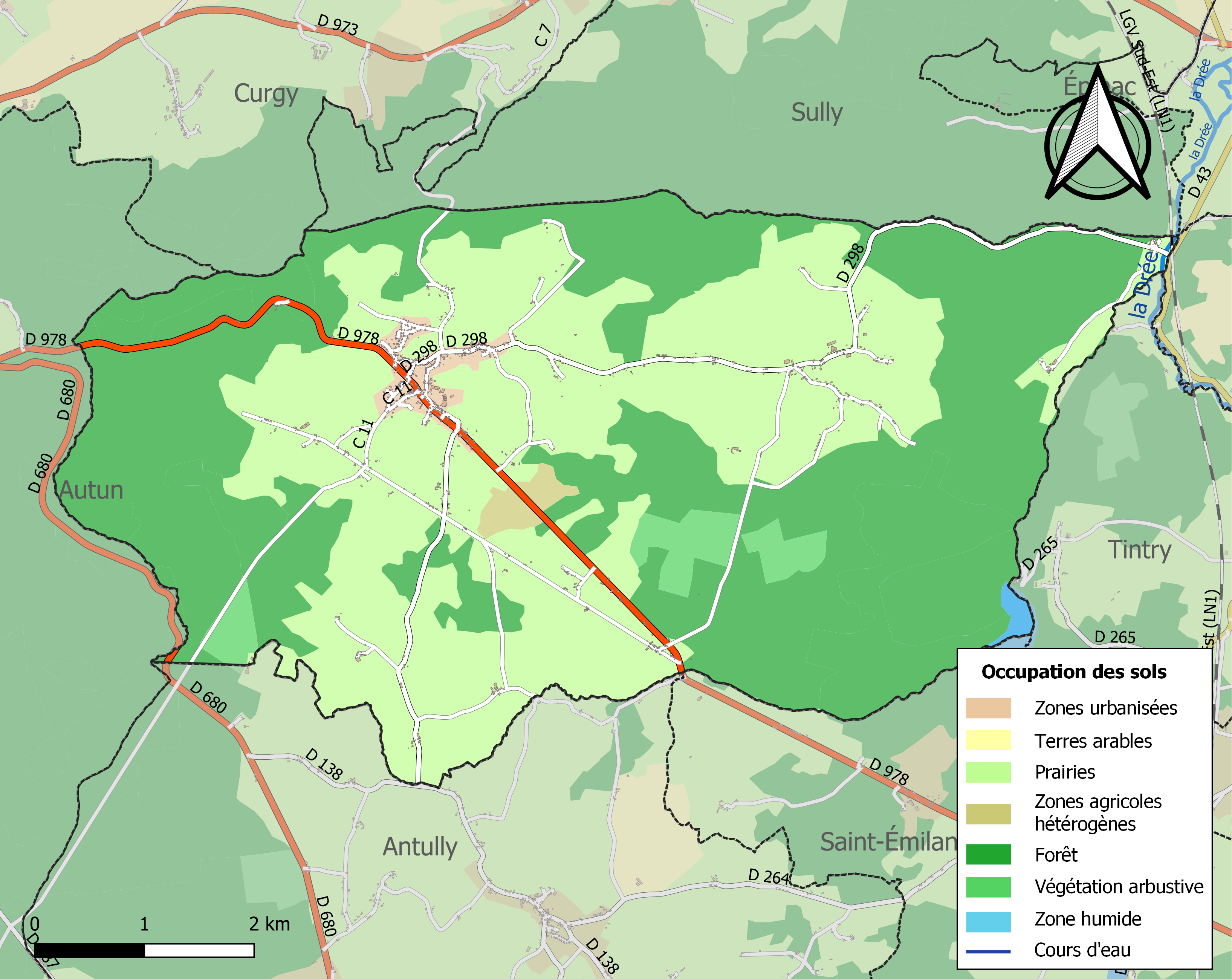
Carte des infrastructures et de l'occupation des sols de la commune en 2018 (CLC).

## Histoire
En 924, le roi Raoul confirme la propriété de la terre de « la Porcheresse » à l'abbaye de Saint-Martin d'Autun.  

Le Café de la Forge

La commune possède également plusieurs restaurant dont le Café de la Forge, il était anciennement une Auberge, Épicerie et Forge, elle a appartenu pendants trois générations a la Famille Lhoste également implanté dans le Village depuis plusieurs siècles.  
Le Travail de la Forge à été donnée par les propriétaire en 2006 est a été placé à près de la mairie.  

## Politique et administration
| Période                                  | Période  | Identité        | Étiquette | Qualité                    |
| ---------------------------------------- | -------- | --------------- | --------- | -------------------------- |
| mars 2001                                | mai 2020 | Michel Belhomme | DVG       | Retraité de l'enseignement |
| 2020                                     | en cours | Stéphane Favre  | DVG       | Technicien                 |
| Les données manquantes sont à compléter. |          |                 |           |                            |

## Démographie
L'évolution du nombre d'habitants est connue à travers les recensements de la population effectués dans la commune depuis 1793. Pour les communes de moins de 10 000 habitants, une enquête de recensement portant sur toute la population est réalisée tous les cinq ans, les populations de référence des années intermédiaires étant quant à elles estimées par interpolation ou extrapolation. Pour la commune, le premier recensement exhaustif entrant dans le cadre du nouveau dispositif a été réalisé en 2007.

En 2022, la commune comptait 910 habitants, en évolution de −4,21 % par rapport à 2016 (Saône-et-Loire : −1,06 %, France hors Mayotte : +2,11 %).
| 1793  | 1800 | 1806  | 1821  | 1831  | 1836  | 1841  | 1846  | 1851  |
| ----- | ---- | ----- | ----- | ----- | ----- | ----- | ----- | ----- |
| 1 142 | 997  | 1 273 | 1 406 | 1 458 | 1 636 | 1 652 | 1 613 | 1 578 |

| 1856  | 1861  | 1866  | 1872  | 1876  | 1881  | 1886  | 1891  | 1896  |
| ----- | ----- | ----- | ----- | ----- | ----- | ----- | ----- | ----- |
| 1 384 | 1 388 | 1 465 | 1 325 | 1 337 | 1 304 | 1 415 | 1 375 | 1 224 |

| 1901  | 1906  | 1911  | 1921 | 1926 | 1931 | 1936 | 1946 | 1954 |
| ----- | ----- | ----- | ---- | ---- | ---- | ---- | ---- | ---- |
| 1 140 | 1 133 | 1 061 | 903  | 908  | 855  | 817  | 732  | 637  |

| 1962 | 1968 | 1975 | 1982 | 1990  | 1999  | 2006 | 2007 | 2012 |
| ---- | ---- | ---- | ---- | ----- | ----- | ---- | ---- | ---- |
| 601  | 557  | 536  | 763  | 1 037 | 1 048 | 999  | 993  | 982  |

| 2017 | 2022 | - | - | - | - | - | - | - |
| ---- | ---- | - | - | - | - | - | - | - |
| 934  | 910  | - | - | - | - | - | - | - |

## Culture locale et patrimoine

### Lieux et monuments
Sont à voir à Auxy :
- l'église Saint-Pierre, dont le chœur et la nef ont été classés au titre des Monuments historiques par un arrêté du 23 juillet 1976[19] ;
- un tilleul qui aurait été planté sous le gouvernement du surintendant des finances Sully, mesurant environ 13 mètres de hauteur et ayant un tronc d'une circonférence de 6,40 mètres (à 1,50 m du sol)[20].

### Personnalités liées à la commune
- Ernest Terreau, champion cycliste né à Auxy le 31 mars 1908. Champion de France de demi-fond 1941 et 1943. Vainqueur du Critérium des As 1932, 1935 et 1936. Vainqueur du Circuit de Saône-et-Loire 1932. Second des Championnats du Monde de demi-fond 1936 et 1937.

## Pour approfondir